# Lluïsa Vidal

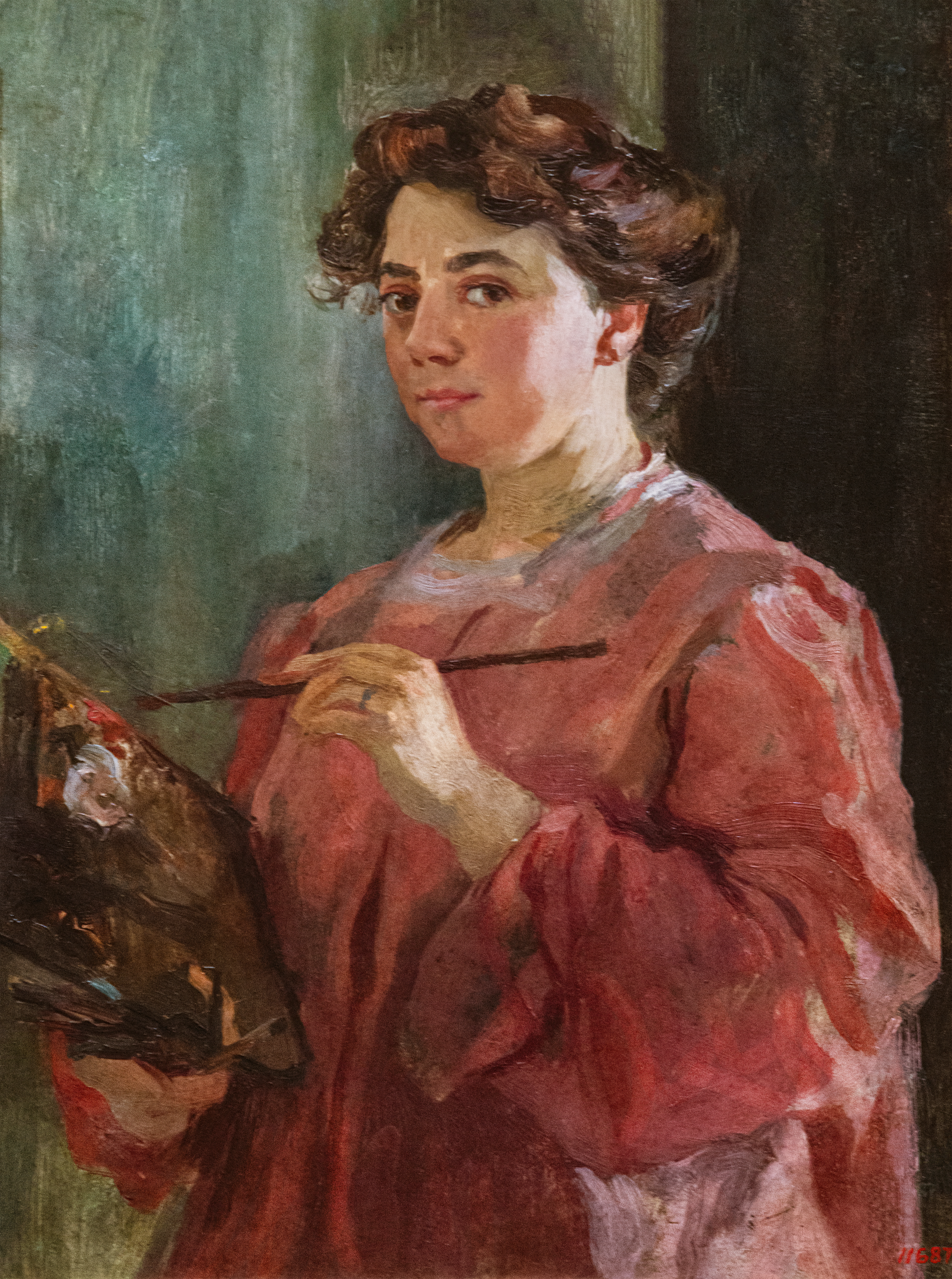
Selbstporträt (um 1899)

Lluïsa Vidal i Puig (* 2. April 1876 in Barcelona; † 22. Oktober 1918 ebenda) war eine katalanische Malerin in Spanien.
Aufgewachsen in einer wohlhabenden Familie mit engen Verbindungen zu den Kreisen des Katalanischen Modernismus, gilt sie als die einzige professionelle Malerin dieser Kunstrichtung. Zugleich war sie eine der wenigen Frauen ihrer Zeit, die ins Ausland ging, um eine künstlerische Ausbildung zu erhalten.

## Leben und Wirken

### Biografische und künstlerische Anfänge von Lluïsa Vidal
Lluïsa Vidal wurde als zweites von zwölf Kindern (zehn Mädchen und zwei Jungen, die allesamt binnen 18 Jahren zur Welt kamen) im Haus Calle de Trafalgar Nr. 13 in Barcelona geboren, aber die Familie zog bald in die Boulevardstraße Passeig de Gràcia Nr. 149. Ihre Mutter, Mercè Puig i Buscó, war eine kultivierte und gebildete Musikerin der Oberschicht, die Deutsch, Französisch, Spanisch und Katalanisch sprach. Die Großeltern mütterlicherseits waren der Organist, Kapellmeister und Komponist Bernat Calvó Puig i Capdevila und dessen Ehefrau Francisca Buscó, die einer Familie von Textilfabrikanten aus Vic entstammte. Ihr Vater, Francesc Vidal i Jevellí, war Möbeltischler, Bühnenbildner und Gießer mit einem starken Interesse an Kunst und Unternehmertum. Er war auf exquisit gearbeitete Holzgegenstände spezialisiert und entstammte einer Tischlerfamilie. Sein Wohlstand erlaubte es ihm, ein Geschäft in der Passatge del Crèdit Nr. 3 in Barcelona zu eröffnen, wo man Kunstgegenstände, Skulpturen, Gemälde, Aquarelle, Bronzen, orientalische Wandteppiche, japanisches Porzellan usw. finden konnte. Gleichzeitig stellte er luxuriöse Möbel und alle Arten von Gegenständen zur Inneneinrichtung her. Im Jahr 1882 gründete er zusammen mit Lluís Masriera i Rosés das Unternehmen F. Vidal i Cia. Eine ihrer Schwestern, Francesca, war Schülerin und später die Frau des berühmten Cellisten Pablo Casals, während eine andere die Ehefrau des Philologen und Schriftstellers Manuel de Montoliu wurde. Carlota, eine andere Schwester, lernte wiederum Bildhauerei bei Manuel Fuxà i Leal. Einer ihrer beiden Brüder war Frederic Vidal i Puig, ein Möbelhandwerker, Kunsttischler und Glasverarbeiter, der bei der Cloisonné Glass Company in London ausgebildet wurde.
Lluïsa wuchs in einem Umfeld auf, das künstlerische Entfaltung ausdrücklich förderte. Als älteste Tochter unterstützte sie ihre Mutter maßgeblich bei der Erziehung der jüngeren Geschwister, weshalb man sie liebevoll „Mamita“ nannte. Die Familie verbrachte die Sommermonate meist in ihrer Villa in Sant Gervasi und übersiedelte Mitte August nach Sitges, wo sie aktiv am künstlerischen und kulturellen Leben der Stadt teilnahm – einer Stadt, die sich durch Santiago Rusiñol und die Festes modernistes de Sitges dem Modernisme öffnete. Der Vater war stets um die Ausbildung seiner Töchter bemüht. Sie alle lernten Sprachen, Geschichte, Literatur und Musik. Während sich der Großteil ihrer Schwestern der Musik zuwandte, begeisterte sich Lluïsa Vidal vermehrt für das Zeichnen und Malen. Ihre ersten Zeichenstunden erhielt sie von ihrem Vater sowie von Enric Gómez Polo, Joan González (dem Bruder von Julio González), Arcadi Mas i Fondevila und Simó Gómez. Während ihres Aufenthalts in Paris nahm sie Unterricht bei Eugène Carrière. Besonders beeinflussten sie aber auch die Werke von Santiago Rusiñol (hinsichtlich der Bildkomposition) und Ramón Casas Carbó (bei der Porträtmalerei). Im Alter von 16 Jahren unternahm sie gemeinsam mit ihrem Vater eine Reise nach Madrid, bei der sie erstmals das Museo del Prado besuchte. Dort kam sie mit den Meisterwerken spanischer Künstler wie Francisco de Goya und Diego Velázquez in Berührung. Dieser prägende Besuch eröffnete ihr ein Bewusstsein für den hohen wirtschaftlichen und künstlerischen Wert eines gelungenen Porträts und motivierte sie, die Werke der dort vertretenen Künstler nachzuahmen.
Ihre professionelle künstlerische Laufbahn begann 1898 im Alter von 22 Jahren mit einer Ausstellung im renommierten Café Els Quatre Gats in Barcelona. Damit avancierte sie zur ersten und einzigen Frau, die dort eine eigene Ausstellung präsentierte – wenngleich einige Fachleute diese Darstellung für die Anfangszeit ihrer Karriere anzweifeln, da sie damals noch unter der strengen Aufsicht ihres Vaters stand, der bohemienhafte Orte wie das Quatre Gats eher mied. Im April 1898 präsentierte sie im Rahmen der 4. Ausstellung der Schönen Künste und Künstlerischen Industrien in Barcelona drei Porträts. Die Ausstellung umfasste über 2.000 Werke, darunter bedeutende Arbeiten von Ramón Casas Carbó, Santiago Rusiñol, Joan Brull, Joaquín Mir, Ramon Pichot i Gironès und Arcadi Mas i Fondevila. Für ein Porträt des Paters Cullell, ihrem Freund und geistlichen Mentor, mit dem sie über zwanzig Jahre lang in Briefwechsel stand, wurde ihr eine ehrenvolle Erwähnung zuteil. Eine kurze Rezension in der La Vanguardia erwähnte Vidal als eine der besten Teilnehmerinnen und lobte insbesondere ein Porträt eines Mädchens aus Sitges, das durch seine schlichte und zugleich ausdrucksstarke Gestaltung selbst erfahrene männliche Porträtmaler neidisch machen könnte. Ebenso würdigte der Diari de Barcelona ihre Werke als bemerkenswerte Beispiele ihres künstlerischen Könnens. Im November 1898 fand schließlich ihre erste Ausstellung in der angesehenen Sala Parés statt, die sie mit Unterstützung ihres Vaters und von Arcadi Mas i Fondevila realisieren konnte.

### Umzug nach Paris und Rückkehr nach Barcelona
Vidal ging 1901 nach Paris. Dort erhielt sie ihre ersten Unterrichtsstunden bei Henri Léopold Lévy, einem republikanischen und akademischen Maler, meldete sich aber bald an der Académie Julian an, deren Damenabteilung von der ebenfalls in Barcelona geborenen Amélie Beaury-Saurel geleitet wurde – Julians Ehefrau und ehemalige Studentin der Académie. Enttäuscht verließ sie die Académie Julian jedoch bald wieder und nahm nach einer kurzen Reise nach England im Jahr 1902 Unterricht bei Georges Picard und Eugène Carrière an der Akademie von Georges Humbert. Außerdem besuchte sie Kurse in Kunstgeschichte beim einst im Louvre beschäftigten Georges Lafenestre. Während ihres Aufenthalts in Paris lernte sie die feministische Bewegung und die Zeitung La Fronde kennen, die seit 1897 ausschließlich von Frauen geschrieben, zusammengestellt und herausgegeben wurde. Durch ihre Kontakte zu den Schwestern von Alfred Dreyfus kam der Kontakt zu La Fronde zustande. Sie besuchte außerdem Vorträge, Museen und gewann zunehmend an Unabhängigkeit und Selbstvertrauen in Bezug auf ihre Kunst. 1902 kehrte sie nach Barcelona zurück, da drei ihrer Schwestern erkrankt waren, eine weitere sich im Ausland aufhielt und die Familie wirtschaftliche Schwierigkeiten durchmachte.
Dabei kehrte sie mit zahlreichen vollendeten Kunstwerken und einer ausgeprägten feministischen Haltung nach Barcelona zurück. Dort knüpfte sie Kontakte zu bedeutenden Persönlichkeiten wie Carme Karr, Dolors Monserdà und Francesca Bonnemaison i Farriols und begann mit der Vorbereitung mehrerer Ausstellungen. Viele ihrer folgenden Porträts zeigten Frauen aus dem katholischen feministischen Umfeld. Viele Porträts entstanden dabei in Rötel- und Ölfarbe. Das Magazin Pèl & Ploma veröffentlichte einige ihrer Arbeiten und sie präsentierte erneut eine Ausstellung in der renommierten Sala Parés. Trotz der schwierigen familiären Umstände erreichte Vidal in dieser Zeit den Höhepunkt ihrer künstlerischen Laufbahn. Unter dem Namen Lluïsa wurde sie Illustratorin der Zeitschrift Feminal und nahm an mehreren Ausstellungen in Madrid und Barcelona teil. Oftmals steuerte sie auch Werke zu den von der Zeitschrift organisierten Tombolas bei. Weiters wirkte sie in der Kommission zur Ehrung von Pepita Texidor mit. Um ihre Familie finanziell zu unterstützen, begann sie 1908 – zwei Jahre nachdem ihr Vater das Haus verlassen hatte – mit privaten Zeichen- und Malkursen, kümmerte sich um die Familienporträts und eröffnete 1911 ihre eigene Kunstakademie im ehemaligen Atelier von Isidre Nonell. Dieses Atelier befand sich in der Calle Salmerón (heute Carrer Gran de Gràcia). Die von ihr angebotenen Kurse umfassten meist täglich drei Stunden und behandelten Aquarellmalerei, Zeichnen, Dekoration, Gipsmodellierung sowie das Malen nach lebendem Modell, wofür sie pro Person 50 Peseten verlangte.
Während der sogenannten Tragischen Woche engagierte sich Vidal besonders intensiv, indem sie sich dem Institut de Cultura i Biblioteca Popular de la Dona anschloss – einer 1909 von Bonnemaison gegründeten Initiative, die es alleinstehenden Frauen aus der Arbeiterklasse ermöglichen sollte, eine Ausbildung zu erhalten. Hierbei trat sie auch als Vorsitzende des Prüfungsausschusses und in der Jury der Kunstsektion in Erscheinung. Der Ausbruch des Ersten Weltkriegs traf sie persönlich tief und verstärkte ihr pazifistisches Engagement. In diesem Zusammenhang schloss sie sich dem Comité Femenino Pacifista de Catalunya an. Dadurch kam sie auch in Kontakt mit anderen europäischen Künstlerinnen, die vor dem Krieg geflüchtet waren und sich in Katalonien niedergelassen hatten. Dieses Komitee entwarf eine Friedenspostkarte, die an die Führer der kriegführenden Länder geschickt werden sollte, um sie zur Beendigung des Konflikts aufzufordern. Sie engagierte sich zudem im Patronat d’Obreres de l’Agulla, einer von Dolors Monserdà ins Leben gerufenen Einrichtung zur Unterstützung von Näherinnen, sowie in La Llar, einem von Carme Karr gegründeten Wohnheim für Studentinnen und Lehrerinnen.
Im Jahr 1914 präsentierte sie eine vielbeachtete Ausstellung in der Sala Parés, woraufhin Barcelonas Presse sie als „herausragende Frau“ und „berühmte Künstlerin“ feierte – eine Würdigung, die Carmen Karr (unter dem Pseudonym Joana Romeu in Feminal) als störend empfand. Der katalanische Historiker, Schriftsteller, Politiker und Kunstkritiker Alexandre Cirici beschrieb Vidal in seinem 1951 erschienenen Buch wie folgt: „Im Klima des Barcelona zur Jahrhundertwende verkörperte Lluïsa Vidal die Rolle eines weiblichen Spiegels ihrer lebendigen Epoche – vergleichbar mit der Rolle, die Berthe Morisot in Paris innehatte. Sie war eine Ausnahmeerscheinung in einer Zeit, in der es kaum weibliche Malerei gab, da Kunst mit dem Begriff der Bohème assoziiert und somit als unvereinbar mit dem Charakter der Frauen dieses Landes angesehen wurde.“ Schon zu Lebzeiten wurden ihre Arbeiten durchweg positiv bewertet, wobei Kritiker ihren Stil häufig als „männlich“ charakterisierten – ein in diesem Kontext als Lob verstandenes Attribut.

### Früher Tod
Mit 42 Jahren starb Lluïsa Vidal am 22. Oktober 1918 an der Spanischen Grippe. Ihr Testament, das sie am 12. Oktober verfasst hatte, setzte all ihre Besitztümer an ihre unverheirateten Schwestern ein. Eine Berufsbezeichnung wurde darin nicht aufgeführt, da diese zu jener Zeit in spanischen Dokumenten nicht zwingend erforderlich war bzw. laut anderen Quellen Frauen die Angabe eines Berufs sogar gesetzlich verboten war. Einige ihrer Gemälde wurden später sogar mit den Namen gefragterer Zeitgenossen wie Ramón Casas und Santiago Rusiñol signiert, um sie zu einem höheren Preis verkaufen zu können.
In Barcelona ist heute die Pasaje de Lluïsa Vidal (auch Passatge de Lluïsa Vidal), eine kurze (rund 50 Meter lange), geschlossene Gasse im Stadtteil Sant Martí benannt.

## Werke (Auswahl)
Insgesamt werden Lluïsa Vidal rund 300 bekannte Werke zugeschrieben. Sie schuf vornehmlich Porträts, aber auch Genreszenen, die oft Alltagsszenen, lokale Bräuche, traditionelle Feste, religiöse Feiern oder auch Freizeitaktivitäten zeigten. Auch Landschaftsbilder gehören zu ihrem Œuvre.

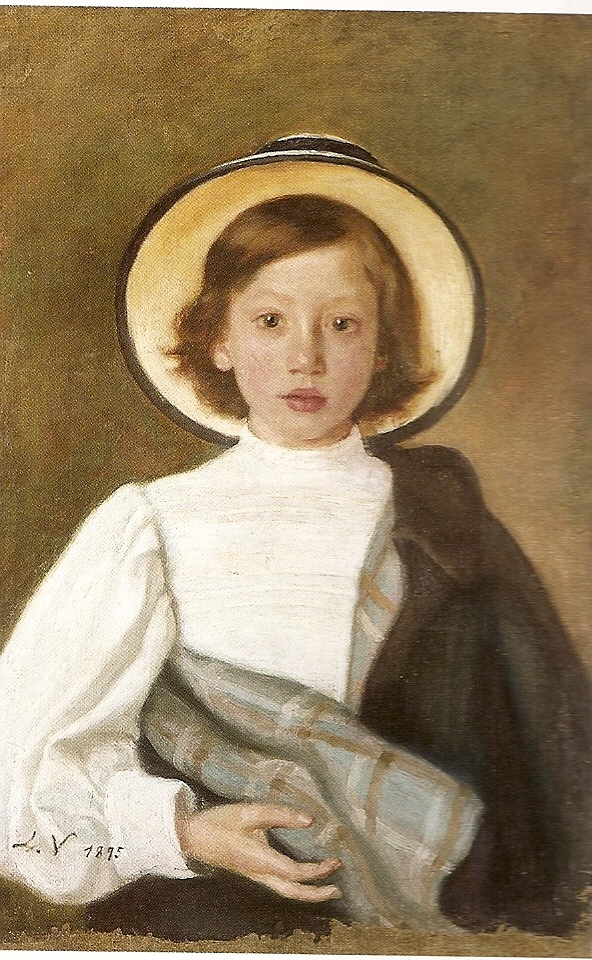
Frederic Vidal (1895)
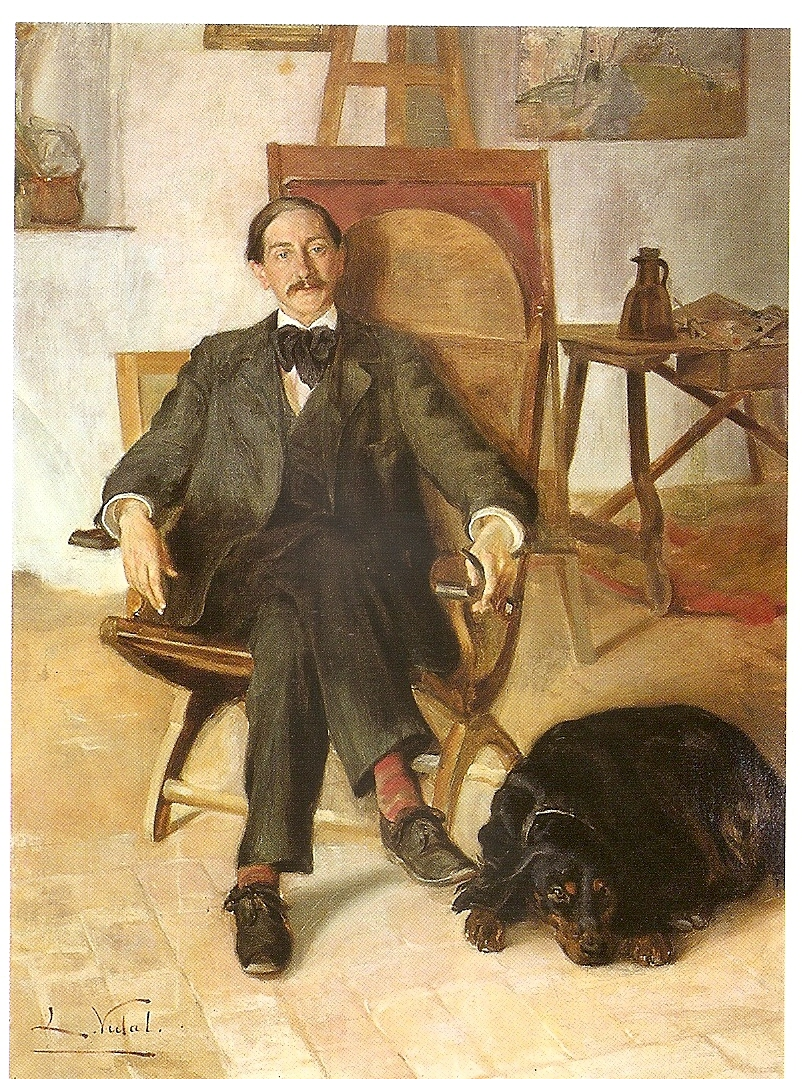
Ricard Canals (zw. 1907 und 1918)
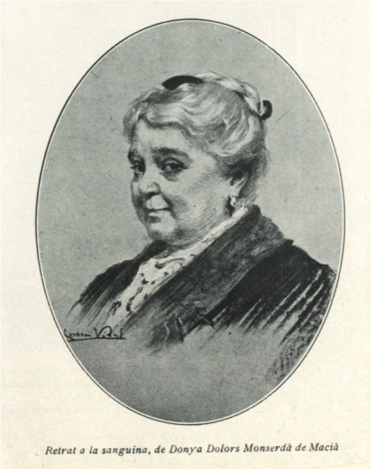
Dolors Monserdà (veröffentlicht in der Feminal, Juni 1914)
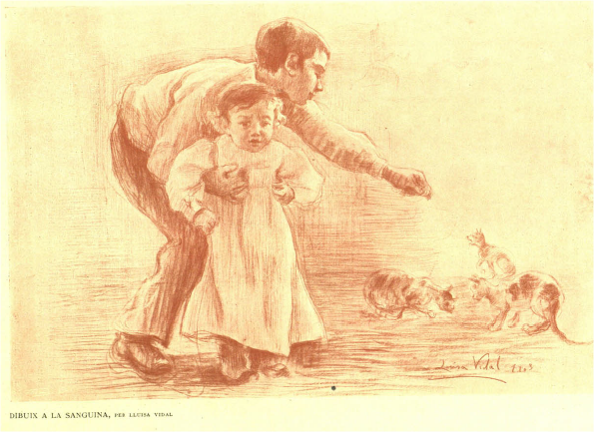
ohne Titel (veröffentlicht in Pèl & Ploma, September 1903)
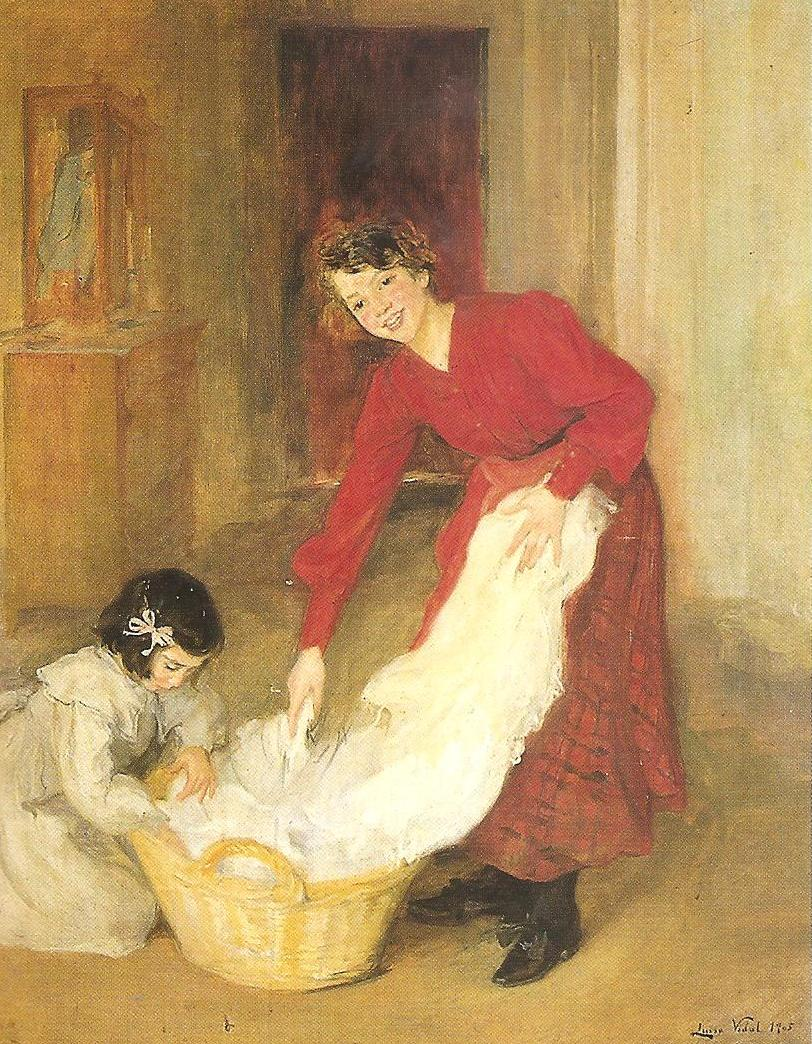
Les mestresses de casa (1905)
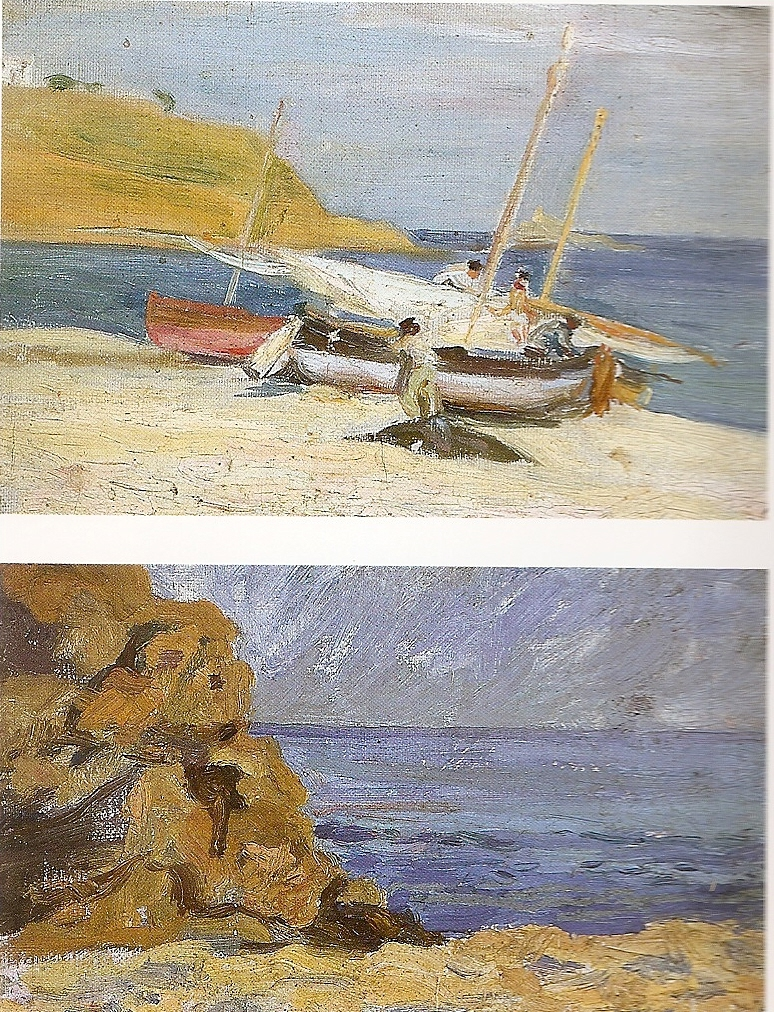
Marines (zw. 1902 und 1908)
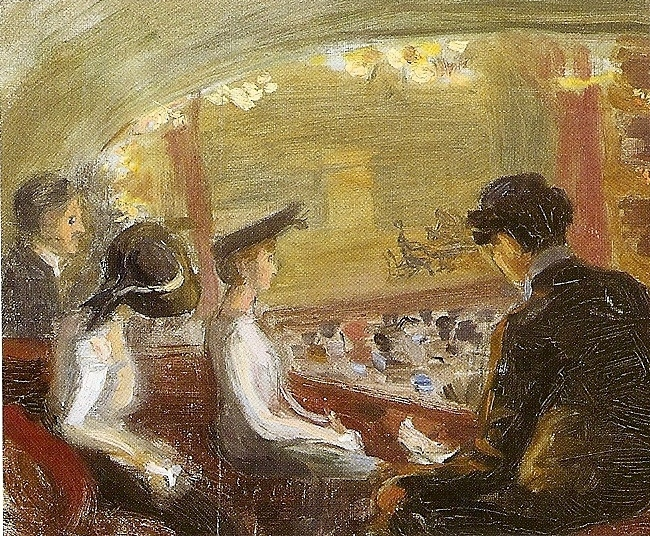
Concert d’Enric Granados al Liceu (zwischen 1911 und 1912)